# Cryptocephalus undulatus
Cryptocephalus undulatus is een keversoort uit de familie bladkevers (Chrysomelidae). De wetenschappelijke naam van de soort werd in 1854 gepubliceerd door Suffrian.